# Dawsonit
Dawsonitul este un mineral ce se cristalizează în sistemul de cristalizare ortombic, în general, formându-se cristale aciculare, de la alb, până la roz. Este așa moale (duritatea 3 pe scara Mohs), încât poate fi zgâriat de o monedă de cupru.

## Istorie
Dawsonitul a fost descris pentru prima dată în 1874 de Bernard J. Harrington. El a prezentat noul mineral la Universitatea McGill (Canada), aceasta fiind universitatea unde el lucra.

## Etimologie
Dawsonitul a fost numit după John William Dawson.

## Răspândire
Cele mai importante zăcăminte se găsesc în: SUA, Canada, Germania, Slovacia și Italia.